# Pará (distrito)
Pará é um dos 10 distritos do Suriname. Sua capital é a cidade de Onverwacht.

## Subdivisões
O distrito está subdivido em 5 localidades (em neerlandês:ressorten):
- Bigi Poika
- Carolina
- Noord
- Oost
- Zuid